# MRPL38
MRPL38 (англ. Mitochondrial ribosomal protein L38) – білок, який кодується однойменним геном, розташованим у людей на 17-й хромосомі. Довжина поліпептидного ланцюга білка становить 380 амінокислот, а молекулярна маса — 44 597.
| 10         |  | 20         |  | 30         |  | 40         |  | 50         |
| ---------- |  | ---------- |  | ---------- |  | ---------- |  | ---------- |
| MAAPWWRAAL |  | CECRRWRGFS |  | TSAVLGRRTP |  | PLGPMPNSDI |  | DLSNLERLEK |
| YRSFDRYRRR |  | AEQEAQAPHW |  | WRTYREYFGE |  | KTDPKEKIDI |  | GLPPPKVSRT |
| QQLLERKQAI |  | QELRANVEEE |  | RAARLRTASV |  | PLDAVRAEWE |  | RTCGPYHKQR |
| LAEYYGLYRD |  | LFHGATFVPR |  | VPLHVAYAVG |  | EDDLMPVYCG |  | NEVTPTEAAQ |
| APEVTYEAEE |  | GSLWTLLLTS |  | LDGHLLEPDA |  | EYLHWLLTNI |  | PGNRVAEGQV |
| TCPYLPPFPA |  | RGSGIHRLAF |  | LLFKQDQPID |  | FSEDARPSPC |  | YQLAQRTFRT |
| FDFYKKHQET |  | MTPAGLSFFQ |  | CRWDDSVTYI |  | FHQLLDMREP |  | VFEFVRPPPY |
| HPKQKRFPHR |  | QPLRYLDRYR |  | DSHEPTYGIY |  |            |  |            |

A: Аланін

C: Цистеїн

D: Аспарагінова кислота

E: Глутамінова кислота

F: Фенілаланін

G: Гліцин

H: Гістидин

I: Ізолейцин

K: Лізин

L: Лейцин

M: Метіонін

N: Аспарагін

P: Пролін

Q: Глутамін

R: Аргінін

S: Серин

T: Треонін

V: Валін

W: Триптофан

Кодований геном білок за функціями належить до рибонуклеопротеїнів, рибосомних білків. 
Задіяний у такому біологічному процесі, як альтернативний сплайсинг. 
Локалізований у мітохондрії.